# Pyrinia mephasaria
Pyrinia mephasaria är en fjärilsart som beskrevs av Walker 1860. Pyrinia mephasaria ingår i släktet Pyrinia och familjen mätare. Inga underarter finns listade.